# 陶登
陶登（？—？），號雲階，山西绛州人，明朝政治人物。

## 生平
萬曆四年（1576年）丙子科山西鄉試舉人。萬曆二十年（1592年），登壬辰科第三甲第二百三十名進士，通政司觀政，二十一年授山東齊東縣知縣，丁憂。二十七年補夏津縣，三十二年考察，降調閒散。三十六年補應天府知事，三十八年升两淮運判。

## 家族
曾祖陶琰，曾任南京兵部尚書 贈少保；祖父陶沐；父陶祐，壽官。